# 观紫镇
观紫镇，是中华人民共和国四川省南充市仪陇县下辖的一个乡镇级行政单位。2019年9月，撤销老木乡，将其所属行政区域划归观紫镇管辖。

## 行政区划
观紫镇下辖以下地区：
正兴社区、长乐村、兴乐村、万众村、长春村、金光村、阳光村、杨柳村、长虹村、泉水村、兴旺村、自生村和龙台村、民生村、金都村、长远村、大兴村、苏坪村、字库村、文武村、双全村和霖水村。